# Грищенко Павло Олександрович
Павло Олександрович Грищенко (нар. 6 липня 1990, Старомихайлівка, Мар'їнський район, Донецька область, УРСР) — український футболіст, півзахисник «Океану» (Керч), що виступає в чемпіонаті анексованого Криму.

## Клубна кар'єра
У дитячо-юнацькій футбольній лізі України виступав за донецькі команди «Олімпік-УОР» і «Металург». У 2007 році був визнаний найкращим півзахисником фінального турніру дитячо-юнацької футбольної ліги.
У 2006 році потрапив у дубль «Металурга», який виступав у молодіжній першості України. На початку виступав за дубль, поєднуючи гру в ДЮФЛ. У команді став основним гравцем і капітаном команди.
Першу половину сезону 2009/10 років він провів на правах оренди в дніпродзержинській «Сталі», клуб виступав у другій лізі чемпіонату України. Грищенко зіграв у 10 матчах в лізі, переважно виходячи на заміну, також в його активі 1 матч у Кубку України і 3 матчі в Кубку української ліги. Потім він повернувся в «Металург».
21 травня 2011 дебютував у Прем'єр-лізі України сезону 2010/11 в останньому 30 турі, у виїзному матчі проти луцької «Волині» (1:3). Грищенко дебютував за тренера Володимира Пятенка, він вийшов на 74 хвилині замість Чипріана Тенасе.
Під час зимової перерви сезону 2012/13 років залишив «Металург» та виїхав до Вірменії, де виступав під керівництвом Володимира Пятенка (10 матчів у національному чемпіонаті, ще 1 матч провів у єврокубках).
Влітку 2013 року перейшов у «Буковину», в команді виступав під 77-м ігровим номером Але по ходу сезону 2013/14 років через фінансову нестабільність у чернівецькій команді залишив її розташування. Влітку 2014 року виїхав до Латвії, де підписав контракт з місцевою «Даугавою»
У 2015 році виїхав на окупований Росією Донбас, де виступав за ФК «Макіївка». 8 серпня 2015 роки зіграв за так звану «збірну ДНР» в товариському матчі проти т. зв. «збірної ЛНР» (4:1).
З 2016 року виступає в чемпіонаті анексованого Криму за керчинський «Океан».

## Кар'єра в збірній
Виступав за юнацьку збірну України (U-18) з 2007 року по 2008 рік і провів 9 матчів, в яких забив 1 м'яч.
У січні 2008 року був викликаний Юрієм Морозом на Меморіал Валентина Гранаткіна. Тоді Україна стала бронзовим призером, в матчі за 3 місце команда перемогла Бельгію (1:4).